# Мельман, Шарль
Шарль Мельман (фр. Charles Melman; 3 июля 1931, XII округ Парижа или Париж — 20 октября 2022, XIV округ Парижа) — французский невро-психиатр и психоаналитик, последователь Жака Лакана. Основатель Международной лакановской ассоциации, крупнейшей организации лакановского направления. Главный редактор журнала «La célibataire». Продолжил вести семинары в Клинике Святой Анны после смерти своего учителя Жака Лакана в 1981 году. Следуя желанию Фрейда объяснить работу психоанализа языком точной науки и желанию Лакана найти психоаналитический метод работы с тяжёлыми психическими заболеваниями, Шарль Мельман проводил междисциплинарные исследования в области психоза, шизофрении и паранойи; на практике он интегрировал в психоанализ институциональную психиатрию.
Скончался 20 октября 2022 года.

## Семинары
- Melman C. Étude critique du séminaire R.S.I. de Jacques Lacan. Séminaire 1981—1982. [ Paris: A.L.I., 2002.]
- Melman C. Les structures lacaniennes des psychoses. Séminaire 1983—1984. Paris: A.L.I., 2000.
- Melman C. Nouvelles études sur l’inconscient. Séminaire 1984—1985. Paris: A.L.I., 2000.
- Melman C. Questions de clinique psychanalytique. Séminaire 1985—1986.
- Melman C. La névrose obsessionelle. Séminaire 1987—1988 et 1988—1989. [ Paris: A.L.I., 1999.]
- Melman C. La nature du symptôme. Séminaire 1990—1991. Paris: A.L.I., 2000.
- Melman C. Returning to Schreber. Seminar 1994—1995. Paris: A.L.I., 1999.
- Melman C. Les paranoïas. Séminaire 1999—2001. [ Paris: A.L.I., 2003.]
- Melman C. Pour introduire à la psychanalyse aujourg’hui. Séminaire 2001—2002. [ Paris: A.L.I., 2005.]

## Сочинения
- Melman C. L’Homme sans gravité : Jouir à tout prix. Paris: Editions Gallimard, 2005
- Melman C. Lacan et les anciens : 3 leçons : Le métier de Zeus, Phédon, De l'âme. Paris: A.L.I., 2008
- Melman C. Entretiens à Bogota. Paris: A.L.I., 2008
- Melman C., Bergès J. Le corps dans la neurologie et dans la psychanalyse. Paris: Erès, 2005